# Echizen
Echizen (jap. 越前市 Echizen-shi) – miasto w Japonii, w prefekturze Fukui, na wyspie Honsiu.

## Położenie
Miasto leży na północy prefektury nad Morzem Japońskim. Graniczy z miastami:
- Fukui
- Sabae

## Historia
Miasto powstało 1 października 2005 roku z połączenia miasta Takefu i miasteczka Imadate.